# Virgolino de Jesus
Virgolino António de Jesus (Oeiras, Algés, Linda-a-Velha, 18 de Dezembro de 1924 - 28 de Abril de 2017) foi um futebolista português que atuava como atacante. Casou com Maria Elísia Pinheiro e foi pai do ex-futebolista e treinador português Jorge Jesus.

## Biografia
Oriundo do Sporting Clube de Linda-a-Velha, Virgolino de Jesus jogou no Sporting entre 1943 e 1946, fazendo parte da equipa que ficou conhecida como "Cinco Violinos".
Também jogou no no Vitória de Setúbal e no Sporting de Linda-a-Velha, isto numa altura em que o profissionalismo ainda não estava instituído em Portugal, pelo que trabalhava numa empresa de cabos elétricos.
O seu filho, Jorge Jesus, que viria tornar-se num dos melhores treinadores portugueses, enveredou pela carreira de futebolista profissional, e também jogou no Sporting, por influência do pai, que o tornou sócio quando ele tinha 13 anos.
Virgolino de Jesus faleceu na madrugada do dia 28 de Abril de 2017, com 92 anos de idade.

## Conquistas
Sporting
- Liga Portuguesa (1) - Temporada 1943-44[3]
- Campeonato de Lisboa (1) - Temporada 1944-45[3]
- Taça de Portugal (1) - Temporada 1944-45[3]